# Cristianesimo negli Stati Uniti d'America
Il cristianesimo è la religione negli Stati Uniti d'America con il maggior numero di seguaci. Il 75% degli adulti americani intervistati nel 2015 si sono detti cristiani. Tuttavia questa percentuale è in calo rispetto all'85% del 1990, inferiore all'81,6% del 2001 e leggermente inferiore al 78% del 2012. Circa il 62% degli intervistati afferma di essere membro di una congregazione di chiese. Gli Stati Uniti d'America hanno la più grande popolazione cristiana al mondo, con quasi 240 milioni di cristiani, sebbene altri paesi abbiano percentuali più alte di cristiani rispetto alla popolazione.
Tutte le denominazioni protestanti rappresentano il 46,5%. La Chiesa cattolica da sola rappresenta il 20,8% e ciò la rende la confessione individuale con il maggior numero di seguaci. Uno studio del Pew Research Center del 2014 identifica i protestanti evangelici bianchi, il 25,4% della popolazione, come la più grande componente religiosa del paese; un altro studio del 2004 stima i protestanti evangelici di tutte le razze tra il 30 e il 35%. La seconda chiesa più grande della nazione e la singola confessione protestante più grande è la Southern Baptist Convention. La United Methodist Church è la terza chiesa più grande e la più grande famiglia confessionale protestante della linea principale negli Stati Uniti. La chiesa di Gesù Cristo dei Santi degli Ultimi Giorni (mormoni) è la quarta chiesa più grande degli Stati Uniti e la più grande chiesa originaria degli Stati Uniti. La chiesa di Dio in Cristo è la quinta, la più grande chiesa pentecostale e la più grande denominazione tradizionalmente afroamericana della nazione. Tra le confessioni cristiane orientali, ci sono diverse chiese ortodosse e ortodosse orientali, con poco meno di 1 milione di aderenti negli Stati Uniti, ovvero lo 0,4% della popolazione totale.
A partire dal XVI e XVII secolo, il cristianesimo fu introdotto nelle Americhe a seguito della colonizzazione europea . Nella loro storia, gli Stati Uniti sono stati chiamati una nazione protestante da una varietà di fonti. L'immigrazione aumentò ulteriormente il numero di cristiani. Oggi la maggior parte delle chiese cristiane negli Stati Uniti sono protestanti, evangeliche o cattoliche.

## Principali famiglie confessionali
Le denominazioni cristiane negli Stati Uniti d'America sono generalmente divise in tre grandi gruppi: il protestantesimo evangelico, il protestantesimo principale e la chiesa cattolica. Esistono anche denominazioni cristiane che non rientrano in nessuno di questi gruppi, come la Chiesa ortodossa e le Chiese ortodosse orientali, ma sono molto più piccole.
Un sondaggio condotto nel 2004 negli Stati Uniti ha identificato le percentuali di questi gruppi: 26,3% (evangelico), 22% (cattolici) e 16% (protestante). In un estratto statistico degli Stati Uniti, basato su uno studio del 2001 sull'identificazione religiosa autodichiarata della popolazione adulta, le percentuali per questi stessi gruppi sono del 28,6% (evangelico), 24,5% (cattolici) e 13,9% (protestante). Uno studio analogo condotto nel 2008 (proiezione sull'intera popolazione adulta in base a interviste telefoniche) ha dato 25,1% (cattolici), 50,56% (protestanti compresi evangelici) e 0,3% (ortodossi) sul totale. Uno studio più recente, condotto da PRRI, fornisce per il 2020 le seguenti percentuali: 21,8% (cattolici), 45,6% (protestanti compresi evangelici), 1,8% (mormoni e testimoni di Geova), 0,5% (ortodossi).

### Protestantesimo

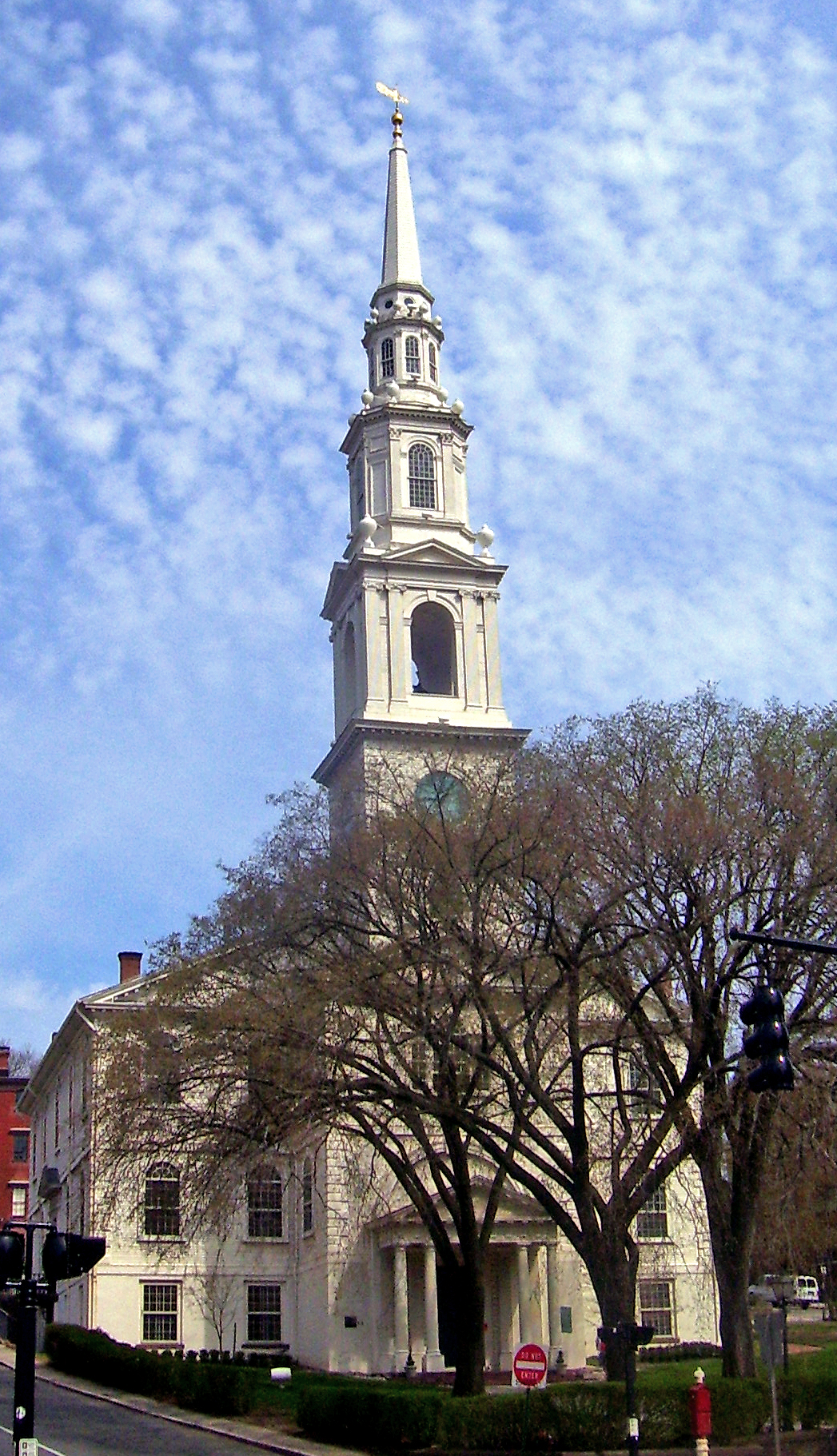
La prima chiesa battista in America a Providence, Rhode Island

Nell'uso tipico, il termine linea principale è in contrasto con evangelico.
L'Associazione degli archivi di dati religiosi (ARDA) conta 26.344.933 membri delle chiese principali contro 39.930.869 membri delle chiese evangeliche protestanti. Ci sono prove che c'è stato uno spostamento nell'adesione dalle denominazioni principali verso le chiese evangeliche.
Come mostrato nella tabella seguente, alcune denominazioni con nomi simili e legami storici con gruppi evangelici sono considerate afferenti alla linea principali. 
| Protestante: Linea principale vs. Evangelico vs. Traditionally Black Church | Protestante: Linea principale vs. Evangelico vs. Traditionally Black Church | Protestante: Linea principale vs. Evangelico vs. Traditionally Black Church | Protestante: Linea principale vs. Evangelico vs. Traditionally Black Church | Protestante: Linea principale vs. Evangelico vs. Traditionally Black Church |
| Famiglia:                                                                   | US%                                                                         | Esempi:                                                                     | Genere:                                                                     | % della popolazione                                                         |
| --------------------------------------------------------------------------- | --------------------------------------------------------------------------- | --------------------------------------------------------------------------- | --------------------------------------------------------------------------- | --------------------------------------------------------------------------- |
| Battismo                                                                    | 15,4%                                                                       | Convenzione del Battista del sud                                            | Evangelico                                                                  | 5,3%                                                                        |
| Battismo                                                                    | 15,4%                                                                       | Battista indipendente, evangelico                                           | Evangelico                                                                  | 2,5%                                                                        |
| Battismo                                                                    | 15,4%                                                                       | American Baptist Churches negli Stati Uniti                                 | Linea principale                                                            | 1,5%                                                                        |
| Battismo                                                                    | 15,4%                                                                       | National Baptist Convention, USA, Inc.                                      | Chiesa nera                                                                 | 1,4%                                                                        |
| Aconfessionale                                                              | 6,2%                                                                        | Evangelico non denominativo                                                 | Evangelico                                                                  | 2,0%                                                                        |
| Aconfessionale                                                              | 6,2%                                                                        | Evangelico interdenominazionale                                             | Evangelico                                                                  | 0,6%                                                                        |
| Metodista                                                                   | 4,6%                                                                        | Chiesa metodista unita                                                      | Linea principale                                                            | 3,6%                                                                        |
| Metodista                                                                   | 4,6%                                                                        | Chiesa episcopale metodista africana                                        | Chiesa nera                                                                 | 0,3%                                                                        |
| Pentecostale                                                                | 4,6%                                                                        | Assemblee di Dio                                                            | Evangelico                                                                  | 1,4%                                                                        |
| Pentecostale                                                                | 4,6%                                                                        | Chiesa di Dio in Cristo                                                     | Chiesa nera                                                                 | 0,6%                                                                        |
| Luterano                                                                    | 3,5%                                                                        | Chiesa evangelica luterana in America                                       | Linea principale                                                            | 1,4%                                                                        |
| Luterano                                                                    | 3,5%                                                                        | Chiesa luterana-Sinodo del Missouri                                         | Evangelico                                                                  | 1,1%                                                                        |
| Presbiteriano/ riformata                                                    | 2,2%                                                                        | Presbyterian Church (USA)                                                   | Linea principale                                                            | 0,9%                                                                        |
| Presbiteriano/ riformata                                                    | 2,2%                                                                        | Chiesa presbiteriana in America                                             | Evangelico                                                                  | 0,4%                                                                        |
| Restaurazionismo                                                            | 1,9%                                                                        | Chiesa di Cristo                                                            | Evangelico                                                                  | 1,5%                                                                        |
| Restaurazionismo                                                            | 1,9%                                                                        | Discepoli di Cristo                                                         | Linea principale                                                            | <0,3%                                                                       |
| Anglicano                                                                   | 1,3%                                                                        | Chiesa episcopale                                                           | Linea principale                                                            | 0,9%                                                                        |
| Anglicano                                                                   | 1,3%                                                                        | Chiesa anglicana in Nord America                                            | Evangelico                                                                  | <0,3%                                                                       |
| Santità                                                                     | 0,8%                                                                        | Chiesa del Nazareno                                                         | Evangelico                                                                  | 0,3%                                                                        |
| Chiesa congregazionale                                                      | 0,8%                                                                        | Chiesa unita di Cristo                                                      | Linea principale                                                            | 0,4%                                                                        |
| Avventista                                                                  | 0,6%                                                                        | Chiesa avventista del settimo giorno                                        | Evangelico                                                                  | 0,5%                                                                        |
| Amici (Quaccheri)                                                           | <0,3%                                                                       | Conferenza generale degli amici                                             | Linea principale                                                            | <0,3%                                                                       |

#### Protestantesimo evangelico

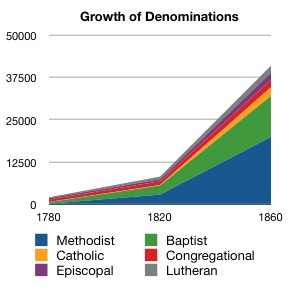
Sin dal secondo grande risveglio, l'evangelismo è stato molto influente. Nota l'adesione in forte espansione di chiese battiste e metodiste.

L'evangelicalismo è un movimento cristiano protestante. Nell'uso tipico, il termine linea principale è in contrasto con l'evangelico. La maggior parte dei seguaci considera le caratteristiche chiave dell'evangelicalismo: una convinzione nella necessità di una conversione personale (o di essere " rinati "); qualche espressione del Vangelo nello sforzo; un grande rispetto per l'autorità biblica; e un'enfasi sulla morte e risurrezione di Gesù. David Bebbington ha definito questi quattro aspetti distintivi: conversismo , attivismo, biblicismo e crucicentrismo, dicendo: "Insieme formano un quadrilatero di priorità che è la base dell'evangelicalismo".
Si noti che il termine "evangelico" non equivale al cristianesimo fondamentalista, sebbene quest'ultimo sia talvolta considerato semplicemente il sottoinsieme più teologicamente conservatore del primo. Le principali differenze dipendono in gran parte da opinioni su come considerare e affrontare le Scritture ("Teologia delle Scritture"), oltre a costruire le sue implicazioni più ampie di visione del mondo. Mentre la maggior parte degli evangelici conservatori ritiene che l'etichetta si sia allargata troppo oltre i suoi distintivi tradizionali più limitanti, questa tendenza è comunque abbastanza forte da creare una significativa ambiguità nel termine. Di conseguenza, la dicotomia tra denominazioni "evangeliche" e "principali" è sempre più complessa (in particolare con innovazioni come il movimento "Chiesa emergente ").
L'uso contemporaneo del termine nordamericano è influenzato dalla controversia evangelica/ fondamentalista dell'inizio del XX secolo. L'evangelicalismo a volte può essere percepito come la via di mezzo tra il cristianesimo liberale delle denominazioni principale (protestanti) e il separatismo culturale del protestantesimo fondamentalista. L'evangelicalismo è stato quindi descritto come "il terzo dei principali filoni del protestantesimo americano, a cavallo [della] divisione tra fondamentalisti e liberali". Sebbene la percezione nordamericana sia importante per comprendere l'uso del termine, non domina affatto una visione globale più ampia, in cui il dibattito fondamentalista non era così influente.
Storicamente, gli evangelici sostenevano che i partiti modernisti e liberali nelle chiese protestanti avevano compromesso gli insegnamenti cristiani adattando le visioni e i valori del mondo secolare. Allo stesso tempo, hanno criticato i fondamentalisti per il loro separatismo e il rifiuto del vangelo sociale come era stato sviluppato dagli attivisti protestanti durante il secolo precedente. Sostenevano che il Vangelo centrale e il suo messaggio dovevano essere riaffermati per distinguerlo dalle innovazioni e tradizioni dei liberali e dei fondamentalisti.
Cercarono alleati nelle chiese confessionali e nelle tradizioni liturgiche, trascurando le visioni di escatologia e altri "non essenziali", e si unirono anche alle varietà trinitarie del pentecostalismo . Credevano che nel fare ciò, stavano semplicemente conoscendo il protestantesimo con la sua tradizione recente. Lo scopo del movimento all'inizio era quello di rivendicare l'eredità evangelica nelle rispettive chiese, non di iniziare qualcosa di nuovo; per questo motivo, in seguito alla loro separazione dai fondamentalisti, lo stesso movimento è stato meglio conosciuto semplicemente come "evangelismo". Alla fine del XX secolo, questo fu lo sviluppo più influente nel cristianesimo protestante americano.
La National Association of Evangelicals è un'agenzia statunitense che coordina il ministero cooperativo per le sue denominazioni membri.
Un censimento globale del 2015 ha stimato circa 450.000 credenti in Cristo di origine musulmana negli Stati Uniti, la maggior parte dei quali sono evangelici o pentecostali.

#### Protestantesimo principale

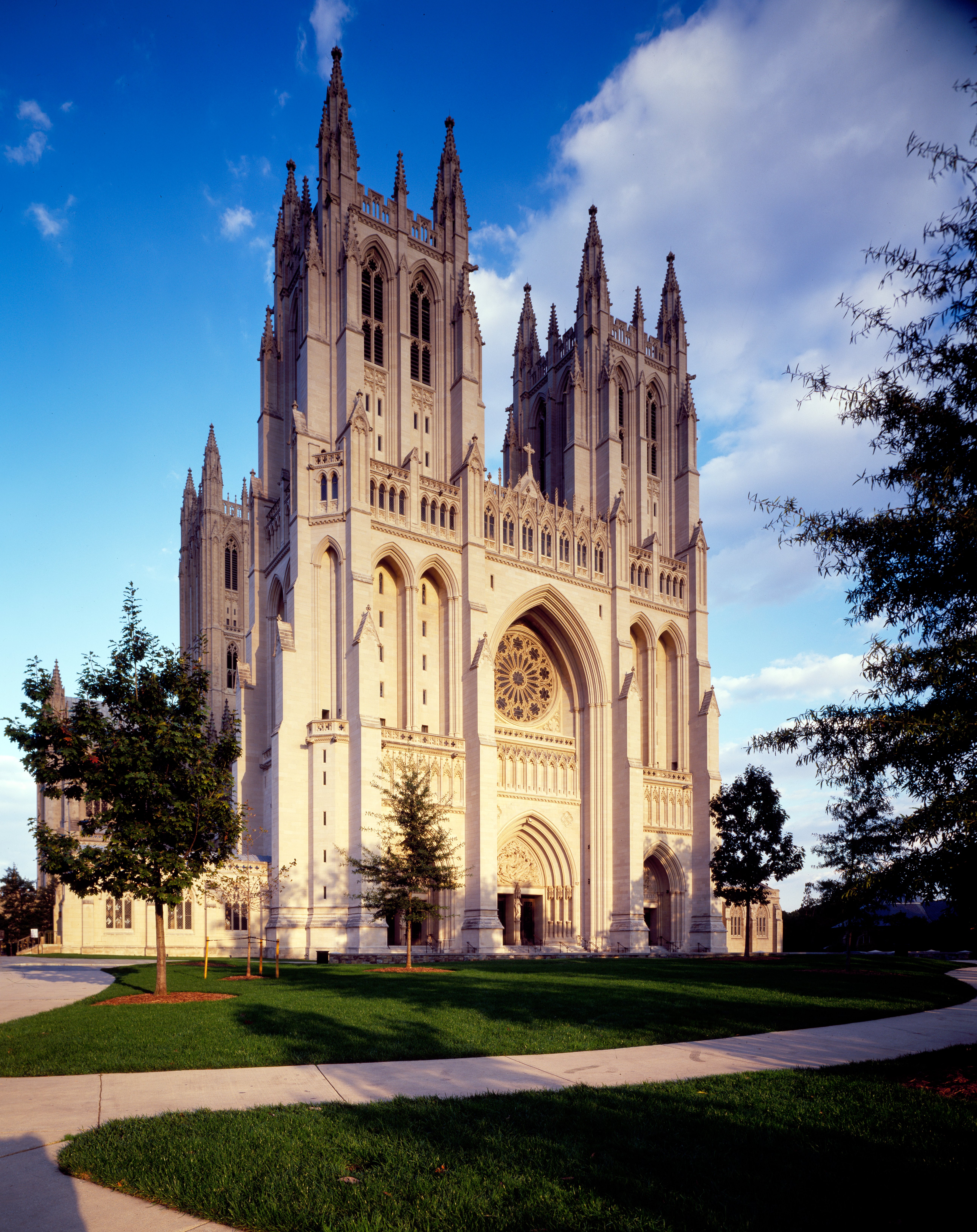
La Cattedrale dei Santi Pietro e Paolo (episcopale) a Washington, DC

Le principali denominazioni cristiane protestanti sono quelle denominazioni protestanti che furono portate negli Stati Uniti d'America dai suoi storici gruppi di immigrati; per questo motivo vengono talvolta chiamati chiese del patrimonio. Le più grandi sono le chiese episcopali (inglese), presbiteriana (scozzese), metodista (inglese e gallese) e luterana (tedesca e scandinava).
Il protestantesimo principale, compresi gli episcopali (76%), i presbiteriani (64%),  e la Chiesa unita di Cristo ha il più alto numero di diplomi di laurea e post-laurea pro capite, di ogni altra denominazione cristiana negli Stati Uniti, nonché le persone più ricche.
Episcopali e presbiteriani tendono ad essere considerevolmente più ricchi e più istruiti della maggior parte degli altri gruppi religiosi negli americani, e sono sproporzionatamente rappresentati nelle aree più alte degli affari americani, legge e politica, specialmente il Partito Repubblicano. I numeri delle famiglie americane più ricche e benestanti come i Vanderbilts e Astors, Rockefeller, Du Pont, Roosevelt, Forbes, Whitney, Morgans e Harrimans sono storicamente famiglie protestanti.
Secondo il libro Scientific Elite: Nobel Laureates in the United States di Harriet Zuckerman, una recensione dei vincitori dei premi Nobel americani assegnati tra il 1901 e il 1972, il 72% dei premi Nobel americani, è nato e cresciuto in un contesto protestante. Complessivamente, l'84,2% di tutti i premi Nobel assegnati agli americani in chimica, 60% in medicina, e il 58,6% in fisica tra il 1901 e il 1972 sono stati vinti dai protestanti.
Alcuni dei primi college e università in America, tra cui Harvard, Yale, Princeton, Columbia, Dartmouth, Williams, Bowdoin, Middlebury e Amherst, furono tutti fondati dal protestantesimo principale, come in seguito Carleton, Duke, Oberlin, Beloit, Pomona, Rollins e Colorado College.
Molte denominazioni principali insegnano che la Bibbia è la parola di Dio in azione, ma tendono a essere aperte a nuove idee e cambiamenti sociali. Sono stati sempre più aperti al sacerdozio femminile.
Le chiese principali tendono ad appartenere ad organizzazioni come il Consiglio Nazionale delle Chiese e il Consiglio ecumenico delle Chiese.
William Hutchison chiamò "Seven Sisters of American Protestantism" (Sette sorelle del protestantesimo americano) le sette maggiori denominazioni statunitensi in riferimento ai principali gruppi liberali nel periodo tra il 1900 e il 1960.
Queste includono:
- Chiesa metodista unita 6.806.331 membri (2017)[9]
- Chiesa evangelica luterana in America 3.363.281 membri (2018)[45]
- Chiesa episcopale negli Stati Uniti d'America 1.779.335 membri battezzati attivi (2015)[46]
- Presbyterian Church (USA) 1.352.678 membri attivi (2018)[47]
- American Baptist Churches negli Stati Uniti 1.145.647 membri (2017)[48]
- Chiesa unita di Cristo 880.383 membri (2016)[49]
- Christian Church (Disciples of Christ) 411.140 (2017)[50]

La Association of Religion Data Archives considera anche queste denominazioni come linea principale:
- Religious Society of Friends (Quaccheri) 108,500 membri
- Reformed Church in America 223,675 membri (2015)
- International Council of Community Churches 68,300 membri(2010)[51]
- National Association of Congregational Christian Churches 65,569 membri (2000)[52]
- North American Baptist Conference 47,150 membri (2006)
- Moravian Church in America, provincia del sud 21,513 membri (1991)[53]
- Moravian Church in America, provincia del nord 20,220 membri (2010)[54]
- Universal Fellowship of Metropolitan Community Churches 15,666 membri (2006)[55]
- Latvian Evangelical Lutheran Church in America 12,000 membri (2007)
- Congregational Christian Churches, (non fa parte di alcun ente nazionale CCC)
- Moravian Church in America, Alaska

L'Association of Religion Data Archives ha difficoltà a raccogliere dati su denominazioni tradizionalmente afroamericane. Quelle chiese che probabilmente saranno identificate come linea principale includono questi gruppi metodisti:
- Chiesa episcopale metodista africana
- Chiesa episcopale metodista cristiana

### Chiesa cattolica

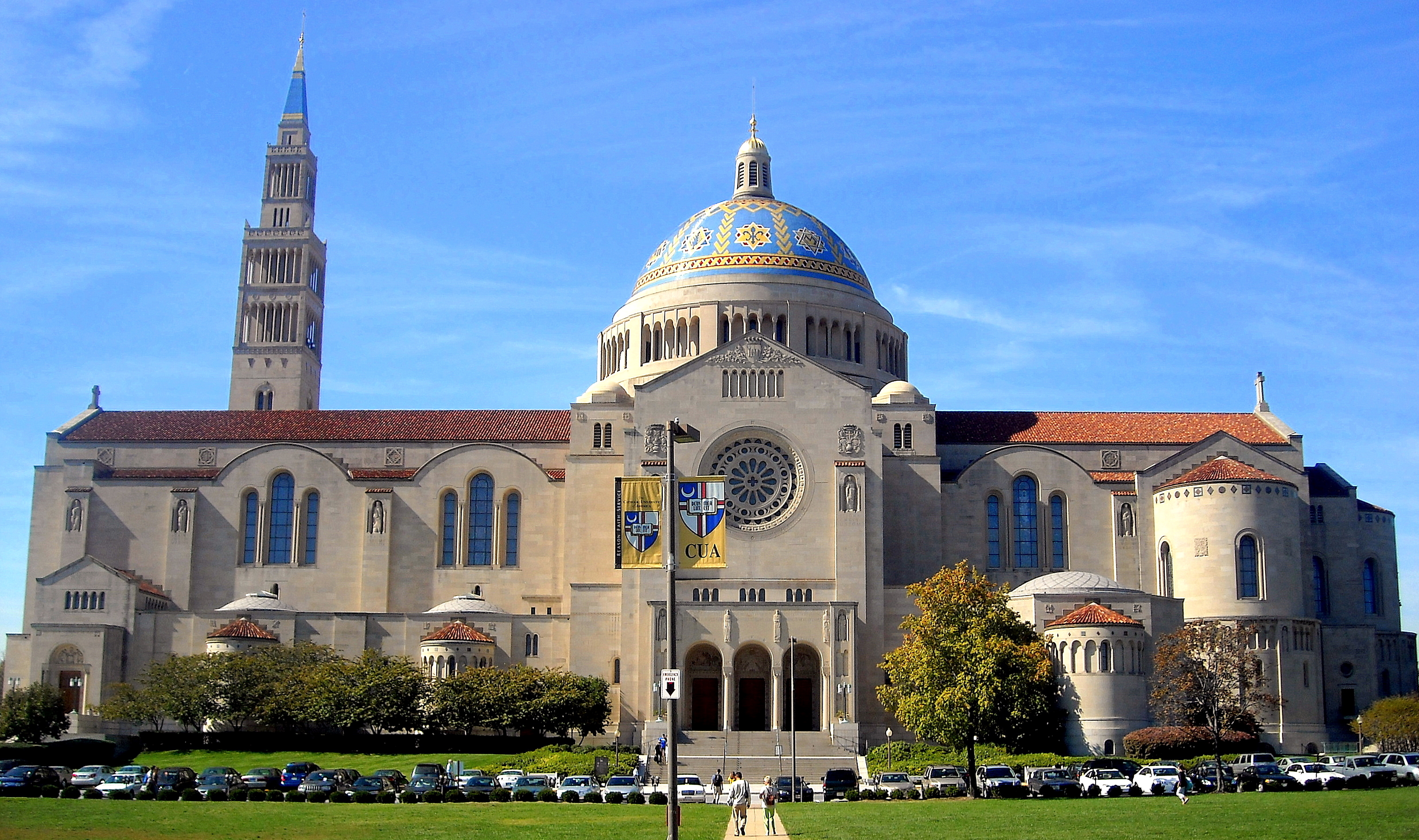
La basilica del santuario nazionale dell'Immacolata Concezione a Washington, DC è la più grande chiesa cattolica degli Stati Uniti.

La Chiesa cattolica è arrivata in quelli che oggi sono gli Stati Uniti d'America durante i primi giorni della colonizzazione europea delle Americhe . All'epoca della fondazione del paese (quando, nel 1776, furono fondate le Tredici Colonie sulla costa orientale dell'America settentrionale), solo una piccola parte della popolazione era composta da cattolici (principalmente nel Maryland); tuttavia, a seguito dell'espansione e dell'immigrazione, il numero di aderenti crebbe notevolmente ed è oggi la più grande professione di fede negli Stati Uniti. Con oltre 67 milioni di residenti che professano la fede, nel 2008, negli Stati Uniti risiede la quarta più numerosa popolazione cattolica al mondo dopo Brasile, Messico e Filippine.
L'organo di comando della Chiesa negli Stati Uniti è la Conferenza episcopale degli Stati Uniti, formata dalla gerarchia di vescovi e arcivescovi degli Stati Uniti e delle Isole Vergini Americane, sebbene ogni vescovo sia indipendente nella propria diocesi, responsabile solo davanti al Papa.
Non esiste primate per i cattolici negli Stati Uniti. L'arcidiocesi di Baltimora ha la prerogativa del luogo, che conferisce al suo arcivescovo un sottoinsieme delle responsabilità di leadership concesse ai primati in altri paesi.
Il numero di cattolici è cresciuto dall'inizio del XIX secolo attraverso l'immigrazione e l'acquisizione degli ex possedimenti prevalentemente cattolici di Francia, Spagna e Messico, seguiti a metà del XIX secolo da un rapido afflusso di immigrati irlandesi, tedeschi, italiani e polacchi dall'Europa, facendo del cattolicesimo la più grande denominazione cristiana negli Stati Uniti. Questo aumento è stato accolto da pregiudizi e ostilità diffusi, che spesso hanno provocato rivolte e incendi dolosi contro chiese, conventi e seminari. L'integrazione dei cattolici nella società americana fu segnata dall'elezione di John F. Kennedy a presidente nel 1960. Da allora, la percentuale di americani cattolici è rimasta intorno al 25%.
Secondo la Association of Catholic Colleges and Universities nel 2011 c'erano approssimativamente 230 università e college romani cattolici negli Stati Uniti con circa 1 milione di studenti e 65000 professiori. Le scuole cattoliche educano 2.7 milioni di studenti, impiegando 150000 insegnanti. Nel 2002, il sistema sanitario cattolico, contava 625 ospedali con un introito di 30 miliardi di dollari costituendo il più grande gruppo nonprofit della nazione.

### Cristianesimo ortodosso

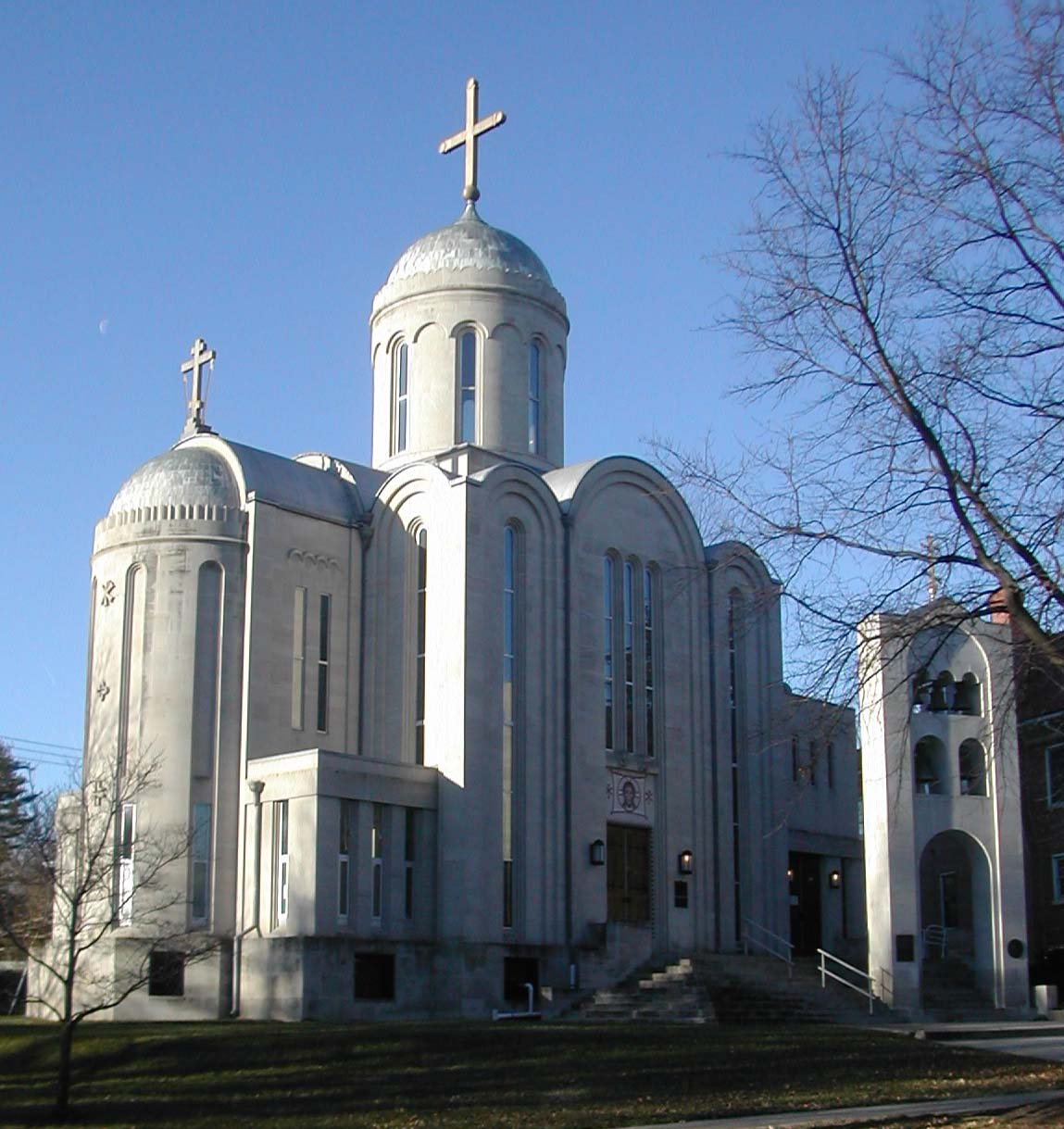
La Cattedrale di San Nicola a Washington, DC, è la principale cattedrale della Chiesa ortodossa in America.

Gruppi di immigrati provenienti da diverse regioni, principalmente dall'Europa orientale e Medio Oriente, hanno portato la chiesa ortodossa negli Stati Uniti. Da allora questo ramo tradizionale del cristianesimo orientale si è esteso oltre i confini delle comunità di immigrati etnici e ora include membri multietnici e parrocchie. Esistono diverse giurisdizioni ecclesiastiche ortodosse negli Stati Uniti, organizzate all'interno dell'Assemblea dei vescovi ortodossi canonici degli Stati Uniti d'America. Statisticamente, i cristiani ortodossi sono tra le confessioni cristiane più ricche negli Stati Uniti, e tendono anche a essere meglio istruiti rispetto alla maggior parte degli altri gruppi religiosi in America, nel senso che hanno un alto numero di laureati (68%) e titoli post-laurea (28%) pro capite.

### Cristianesimo ortodosso orientale
Diversi gruppi di immigrati cristiani, principalmente dal Medio Oriente, dal Caucaso, dall'Africa e dall'India, portarono l'Ortodossia orientale negli Stati Uniti. Questa antica branca del cristianesimo orientale comprende diverse giurisdizioni ecclesiastiche negli Stati Uniti, come la Chiesa apostolica armena negli Stati Uniti, e la Chiesa copta ortodossa negli Stati Uniti. Ci sono anche diocesi della chiesa ortodossa etiope e della chiesa ortodossa siriaca, tra cui l'arcidiocesi di Malankara in Nord America. Inoltre, ci sono diocesi della chiesa siriana ortodossa del Malankara negli Stati Uniti (diocesi ortodossa del Malankara del Nord-Est America e diocesi ortodossa del Malankara del Sud-Ovest America).

### Movimento dei Santi degli Ultimi Giorni

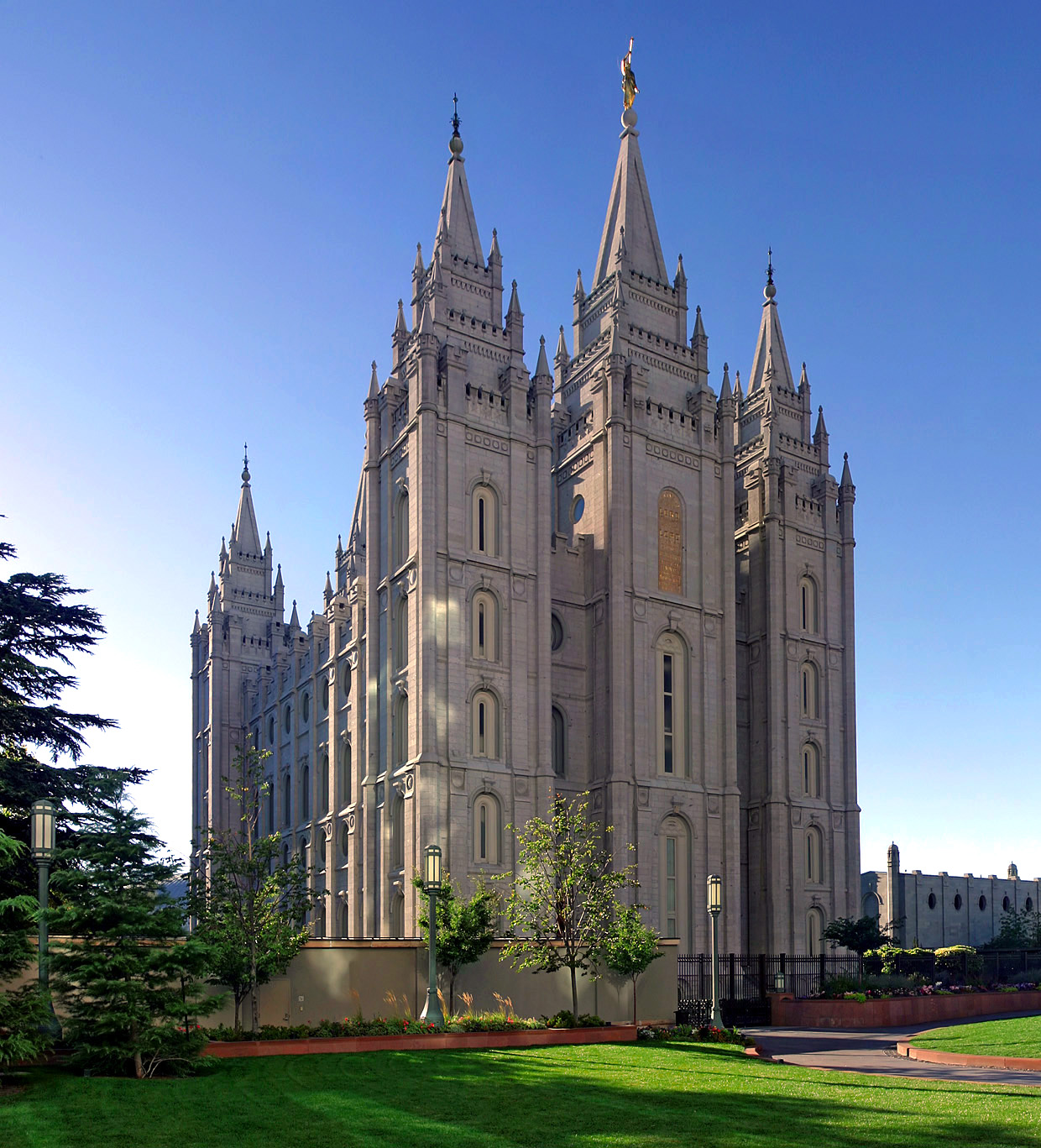
Il tempio di Salt Lake, che ha necessitato 40 anni per essere costruito, è una delle immagini più iconiche della chiesa LDS.

La Chiesa di Gesù Cristo dei santi degli ultimi giorni (Chiesa LDS) è una denominazione restauratrice non trinitaria. La chiesa ha sede a Salt Lake City ed è la più grande originaria del movimento dei Santi degli ultimi giorni, fondato da Joseph Smith nello Stato di New York nel 1830. Costituisce la principale confessione nello Utah, la pluralità nell'Idaho e alte percentuali nel Nevada, Arizona e Wyoming; oltre a numeri considerevoli in Colorado, Montana, Washington, Oregon, Alaska, Hawaii e California. L'attuale affiliazione negli Stati Uniti conta 6,6 milioni di seguaci e quella totale è di 16,1 milioni in tutto il mondo.
Nel 2010, circa il 13-14% dei Santi degli ultimi giorni viveva nello Utah, il centro dell'influenza culturale per il mormonismo. Santi degli Ultimi Giorni dell'Utah (così come i Santi degli Ultimi Giorni che vivono nell'ovest del paese) sono mediamente più culturalmente e politicamente conservatori e libertari di quelli che vivono in alcuni centri cosmopoliti altrove negli Stati Uniti. La popolazione dello Utah che si identifica in questa confessione frequentano la chiesa un po' più in media rispetto agli altri della medesima confessione che vivono in altri stati. Tuttavia, indipendentemente dal fatto che vivano nello Utah o altrove negli Stati Uniti, i santi degli ultimi giorni tendono ad essere più culturalmente e politicamente conservatori dei membri di altri gruppi religiosi statunitensi. I santi degli ultimi giorni dello Utah spesso pongono un'enfasi maggiore sull'eredità pioniera dei santi degli ultimi giorni internazionali che generalmente non sono discendenti dei pionieri mormoni.
La comunità di Cristo (ex Chiesa riorganizzata di Gesù Cristo dei Santi degli Ultimi Giorni) è una denominazione trinitaria restauratrice con sede a Independence, Missouri, nel Tempio del lotto teologicamente significativo. La Comunità di Cristo è la seconda più grande denominazione nel movimento dei Santi degli Ultimi Giorni con 130.000 membri negli Stati Uniti e 250.000 in tutto il mondo. La chiesa possiede molti dei primi siti storici LDS tra cui il Tempio di Kirtland vicino a Cleveland, Ohio e le proprietà Joseph Smith a Nauvoo, Illinois. Negli ultimi anni, la comunità di Cristo ha adottato un approccio ecumenico e progressivo, inclusa l'adesione al Consiglio nazionale delle chiese, l'ordinazione delle donne al sacerdozio della chiesa dal 1984 e, più recentemente, l'approvazione della benedizione dei matrimoni omosessuali.
Le piccole chiese all'interno del movimento dei Santi degli Ultimi Giorni includono la Chiesa di Cristo (Temple Lot), la Chiesa fondamentalista di Gesù Cristo dei Santi degli Ultimi Giorni, i rami della Restaurazione e la Chiesa di Gesù Cristo dei Santi degli Ultimi Giorni.

## Storia
Il cristianesimo fu introdotto durante il periodo della colonizzazione europea. Lo spagnolo e il francese portarono il cattolicesimo nelle colonie della Nuova Spagna e della Nuova Francia rispettivamente, mentre inglesi e tedeschi introdussero il protestantesimo. Tra i protestanti, i seguaci dell'anglicanesimo, della chiesa battista, del congregazionalismo, del presbiterismo, del luteranesimo, del quaccherismo, della mennonita e della moravia furono i primi a stabilirsi nelle colonie americane.

### Primo periodo coloniale
Gli olandesi fondarono la loro colonia dei Nuovi Paesi Bassi nel 1624; inserirono la chiesa riformata olandese come religione ufficiale della colonia nel 1628.

#### Colonie spagnole
La Spagna stabilì missioni e città in quello che ora sono il Texas, il Nuovo Messico, l'Arizona, la Florida e la California. Molte città mantengono ancora oggi i nomi dei santi cattolici per i quali queste missioni erano chiamate; un eccellente esempio è il nome legale completo della città di Los Angeles: El Pueblo de Nuestra Señora Reina de Los Ángeles del Río Porciúncula, o The Town of Our Lady, Queen of the Angels of the Porciuncula Rive (la città di Nostra Signora, Regina degli Angeli del fiume Porciuncula). La città è stata fondata dai frati francescani, che hanno chiamato la loro piccola chiesa e in seguito la città che si è formata intorno ad essa dopo la Vergine Maria, nota anche ai cattolici come Nostra Signora, Regina degli Angeli. Schemi simili sono emersi ovunque andassero gli spagnoli, come San Antonio, in Texas (chiamata così in onore di Antonio di Padova), Santa Fe, New Mexico (dal nome di Francesco d'Assisi) e St. Augustin, in Florida, (chiamata così per Agostino d'Ippona). Così era la Contea di Saint Lucy e Port Saint Lucy in Florida che si chiamava Saint Lucy/Santa Lucia, sebbene Saint Petersburg, in Florida, non si chiamasse così in onore di Pietro apostolo, ma per la omonima città in Russia.
Nelle colonie inglesi, il cattolicesimo fu introdotto con l'insediamento del Maryland.
La conversione dei nativi americani al cattolicesimo era uno degli obiettivi principali dei missionari cattolici, in particolare dei gesuiti. Questo era comune in luoghi in cui l'influenza francese era forte, come Detroit o Louisiana.

#### Colonie britanniche
Molte delle colonie britanniche nordamericane che alla fine formarono gli Stati Uniti d'America furono colonizzate nel XVII secolo da uomini e donne che, di fronte alla persecuzione religiosa europea, rifiutarono di compromettere le convinzioni religiose tenute con passione e fuggirono dall'Europa.

##### Virginia
Nel 1607, tra i primi gruppi di coloni inglesi era presente un cappellano anglicano. La Chiesa d'Inghilterra fu legalmente stabilita nella colonia nel 1619; con un totale di 22 ecclesiastici anglicani arrivati nel 1624. In pratica, "stabilimento" (establishment) significava che le tasse locali venivano incanalate attraverso la parrocchia locale per gestire le esigenze del governo locale, come strade e soccorso dei poveri, oltre allo stipendio del ministro. Non c'è mai stato un vescovo nella Virginia coloniale; la sagrestia locale consisteva di laici che controllavano la parrocchia. I colonialisti erano in genere disattenti, disinteressati e annoiati durante le funzioni religiose, secondo i ministri, i quali si lamentavano del fatto che la gente dormiva, bisbigliava, guardava le donne vestite alla moda, camminava, andava e veniva, o al massimo guardava fuori dalle finestre o fissava il vuoto. C'erano troppi pochi ministri per la popolazione molto dispersa, quindi i ministri incoraggiarono i parrocchiani a diventare devoti a casa, usando il Libro della preghiera comune per la preghiera e la devozione private (piuttosto che la Bibbia). Lo stress sulla pietà personale ha aperto la strada al Primo Grande Risveglio, che ha allontanato le persone dalla chiesa stabilita per farli confluire nei movimenti battisti e metodisti non autorizzati.

##### Nuova Inghilterra
Un gruppo che in seguito divenne noto come Padri Pellegrini stabilì la colonia di Plymouth a Plymouth, nel Massachusetts, nel 1620, in cerca di rifugio dalle persecuzioni in Europa.
I Puritani, un gruppo molto più vasto dei Pellegrini, fondarono la Colonia della Baia del Massachusetts nel 1629 con 400 coloni. I puritani erano protestanti inglesi che desideravano riformare e purificare la Chiesa anglicana nel Nuovo Mondo da quelli che consideravano inaccettabili residui del cattolicesimo. Entro due anni arrivarono altri 2.000 coloni. Dal 1620 al 1640 i puritani emigrarono nel New England dall'Inghilterra per sfuggire alle persecuzioni e ottenere la libertà di adorare mentre sceglievano indipendentemente dalla Chiesa d'Inghilterra, essendo l'Inghilterra sull'orlo della guerra civile inglese. La maggior parte si stabilì nel New England, ma alcuni arrivarono fino alle Indie occidentali. Teologicamente, i puritani erano "congregazionalisti non separatori". I puritani hanno creato una cultura profondamente religiosa, socialmente unita e politicamente innovativa che è ancora presente nei moderni Stati Uniti. Speravano che questa nuova terra potesse servire da "nazione redentrice".

##### Tolleranza nel Rhode Island e in Pennsylvania
Roger Williams, che predicava la tolleranza religiosa, la separazione tra chiesa e stato e una completa rottura con la Chiesa d'Inghilterra, fu bandito dal Massachusetts e fondò la Colonia di Rhode Island e delle Piantagioni di Providence, che divenne un paradiso per altri rifugiati religiosi della comunità puritana. Alcuni migranti che vennero nell'America coloniale erano alla ricerca della libertà di praticare forme di cristianesimo che erano proibite e perseguitate in Europa. Poiché non vi era religione di stato e poiché il protestantesimo non aveva autorità centrale, la pratica religiosa nelle colonie divenne diversa.
I quaccheri si formarono in Inghilterra nel 1652, dove furono gravemente perseguitati in Inghilterra per aver osato deviare così lontano dal cristianesimo anglicano ortodosso. Molti cercarono rifugio nel New Jersey, nel Rhode Island e in particolare in Pennsylvania, di proprietà di William Penn, un ricco quacchero. I quaccheri mantennero il controllo politico fino allo scoppio delle guerre indiane; i quaccheri erano pacifisti e rinunciarono al controllo di gruppi desiderosi di combattere gli indiani.
A partire dal 1683 molti immigrati di lingua tedesca arrivarono in Pennsylvania dalla Valle del Reno e dalla Svizzera. A partire dal 1730, il conte Nikolaus Ludwig von Zinzendorf e i moraviani cercarono di servire questi immigrati mentre iniziarono anche le missioni tra le tribù di nativi americani di New York e Pennsylvania. Heinrich Melchior Muehlenberg organizzò il primo Sinodo luterano in Pennsylvania nel 1740.

##### Maryland
Le fortune cattoliche fluttuarono nel Maryland durante tutto il XVII secolo, diventando una minoranza sempre più piccola della popolazione. Dopo la Gloriosa Rivoluzione del 1689 in Inghilterra, le leggi penali privarono i cattolici del diritto di voto, di insediamento, di educazione dei loro figli o di adorazione pubblica. Fino alla rivoluzione americana, i cattolici del Maryland, come Charles Carroll, erano dissidenti nel loro paese, ma rimanevano fedeli alle loro convinzioni. Al tempo della Rivoluzione, i cattolici costituivano meno dell'1% della popolazione delle tredici colonie, nel 2007 i cattolici rappresentavano il 24% della popolazione degli Stati Uniti.

#### Grande risveglio

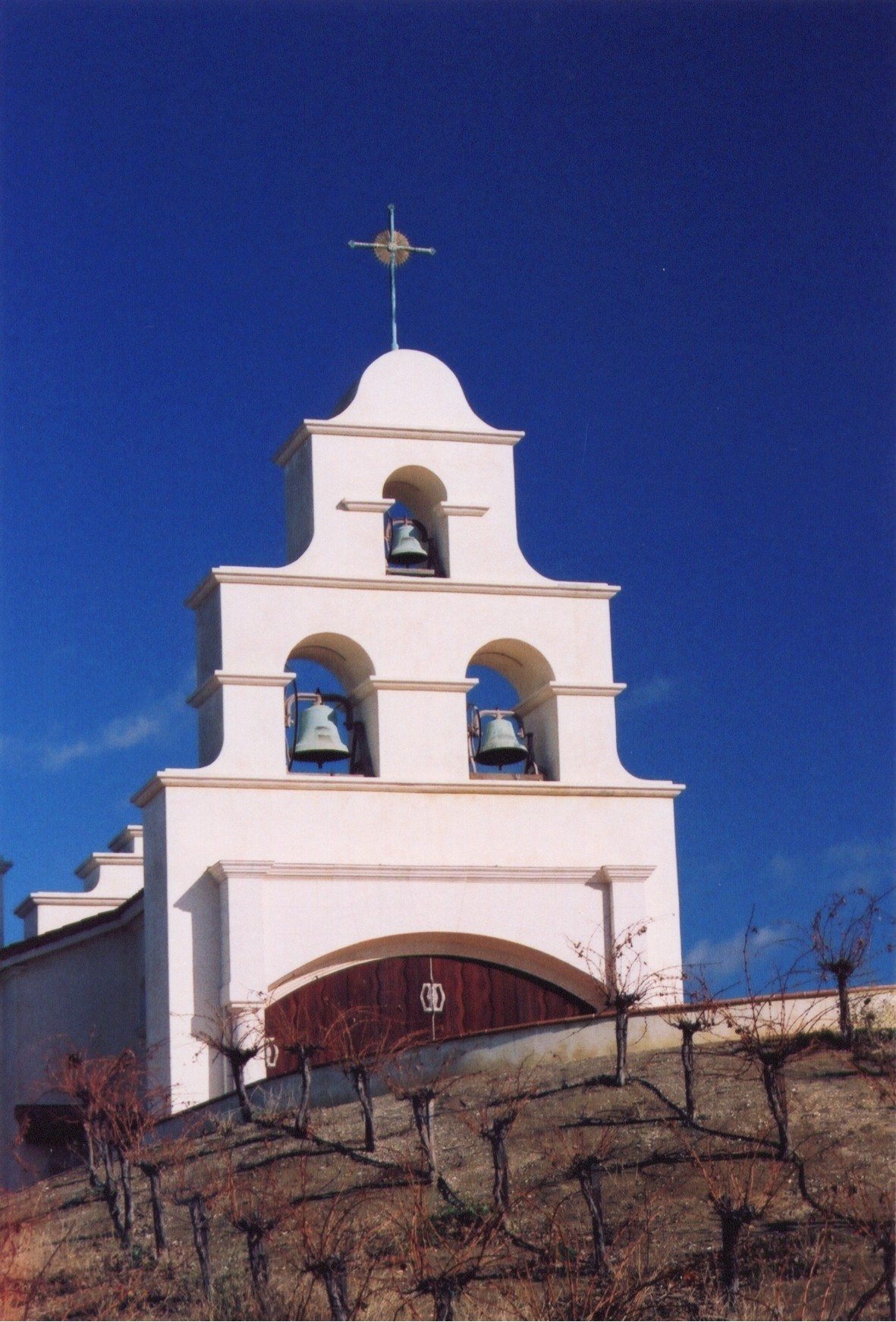
Chiesa in stile spagnolo a Shandon, California

L'evangelicalismo è difficile da datare e da definire. Gli studiosi sostengono che, come movimento autocosciente, l'evangelizzazione non è nata fino alla metà del XVII secolo, forse non fino al Grande Risveglio stesso. La premessa fondamentale dell'evangelicalismo è la conversione degli individui da uno stato di peccato a una "rinascita" attraverso la predicazione della Parola. Il Grande Risveglio si riferisce a un movimento di rinascita protestante nord-orientale che ebbe luogo tra il 1730 e il 1740.
La prima generazione di puritani del New England richiedeva che i membri della chiesa vivessero un'esperienza di conversione che potevano descrivere pubblicamente. I loro successori non ebbero altrettanto successo nel raccogliere anime redente. Il movimento iniziò con Jonathan Edwards, un predicatore del Massachusetts che cercava di ritornare alle rigide radici calviniste dei pellegrini. Il predicatore britannico George Whitefield e altri predicatori itineranti portarono avanti il movimento, viaggiando attraverso le colonie e predicando in uno stile drammatico ed emotivo. I seguaci di Edwards e altri predicatori di simile religiosità si definirono le "Nuove Luci", in contrasto con le "Vecchie Luci", che disapprovavano il loro movimento. Per promuovere i loro punti di vista, le due parti hanno istituito accademie e college, tra cui Princeton e Williams College. Il Grande Risveglio è stato definito il primo evento veramente americano.
I sostenitori del Risveglio e della sua spinta evangelica - presbiteriani, battisti e metodisti - divennero le più grandi denominazioni protestanti americane entro i primi decenni del XIX secolo. Nel 1770, i Battisti stavano crescendo rapidamente sia nel nord (dove fondarono la Brown University), sia nel sud. Gli oppositori del Risveglio o quelli divisi da esso - anglicani, quaccheri e congregazionalisti - furono lasciati indietro.
Il primo grande risveglio del 1740 aumentò la religiosità nella maggior parte delle colonie. Nel 1780 la percentuale di coloni adulti che formalmente appartenevano a una chiesa era tra il 10-30%, senza contare schiavi o nativi americani. La Carolina del Nord ha registrato la percentuale più bassa di circa il 4%, mentre il New Hampshire e la Carolina del Sud rappresentavano le percentuali più ampie: circa il 16%. Molti altri erano associati in modo informale con le chiese.

#### Rivoluzione americana
La Rivoluzione divise alcune denominazioni, in particolare la Chiesa d'Inghilterra, la maggior parte dei cui ministri sostenevano il re. I quaccheri e alcune sette tedesche erano pacifisti e rimasero neutrali. La pratica religiosa soffrì in alcuni luoghi a causa dell'assenza di ministri e della distruzione di chiese, ma in altre aree la religione fiorì.
Ferito gravemente, gli anglicani si riorganizzarono dopo la guerra diventando la chiesa episcopale protestante.
Nel 1794, il missionario ortodosso russo St. Herman dell'Alaska arrivò sull'isola di Kodiak in Alaska e iniziò a evangelizzare in modo significativo le popolazioni native. Quasi tutti i russi se ne andarono nel 1867 quando gli Stati Uniti acquistarono l'Alaska, ma la fede ortodossa rimase.
Lambert (2003) ha esaminato le affiliazioni e le credenze religiose dei padri fondatori degli Stati Uniti. Dei 55 delegati alla Convenzione costituzionale del 1787:
- 49 erano protestanti
- 2 erano cattolici (D. Carroll e Fitzsimons).[77]

Tra i protestanti:
- 28 erano anglicani (o episcopali, dopo la vittoria della guerra rivoluzionaria americana),
- 8 erano presbiteriani,
- 7erano congregazionalisti,
- 2 erano luterani,
- 2 erano riformati olandesi
- 2 erano Metodisti.

#### Dibattito tra Chiesa e Stato
Dopo l'indipendenza, gli stati americani erano obbligati a scrivere costituzioni che stabilissero come sarebbe stato governato. Per tre anni, dal 1778 al 1780, le energie politiche del Massachusetts furono assorbite nella stesura di una carta che gli elettori avrebbero accettato. Una delle questioni più controverse era se lo stato dovesse sostenere finanziariamente la chiesa. A sostenere tale politica furono i ministri e la maggior parte dei membri della Chiesa congregazionale, che ricevettero sostegno finanziario pubblico durante il periodo coloniale. I Battisti aderirono tenacemente alla loro antica convinzione che le chiese non dovessero ricevere alcun sostegno dallo stato. La Costituzione scelse di sostenere la chiesa e l'Articolo 3 ha autorizzato una tassa religiosa generale da indirizzare alla chiesa a scelta dei contribuenti.
Tali leggi fiscali sono entrate in vigore anche nel Connecticut e nel New Hampshire.

### XIX secolo

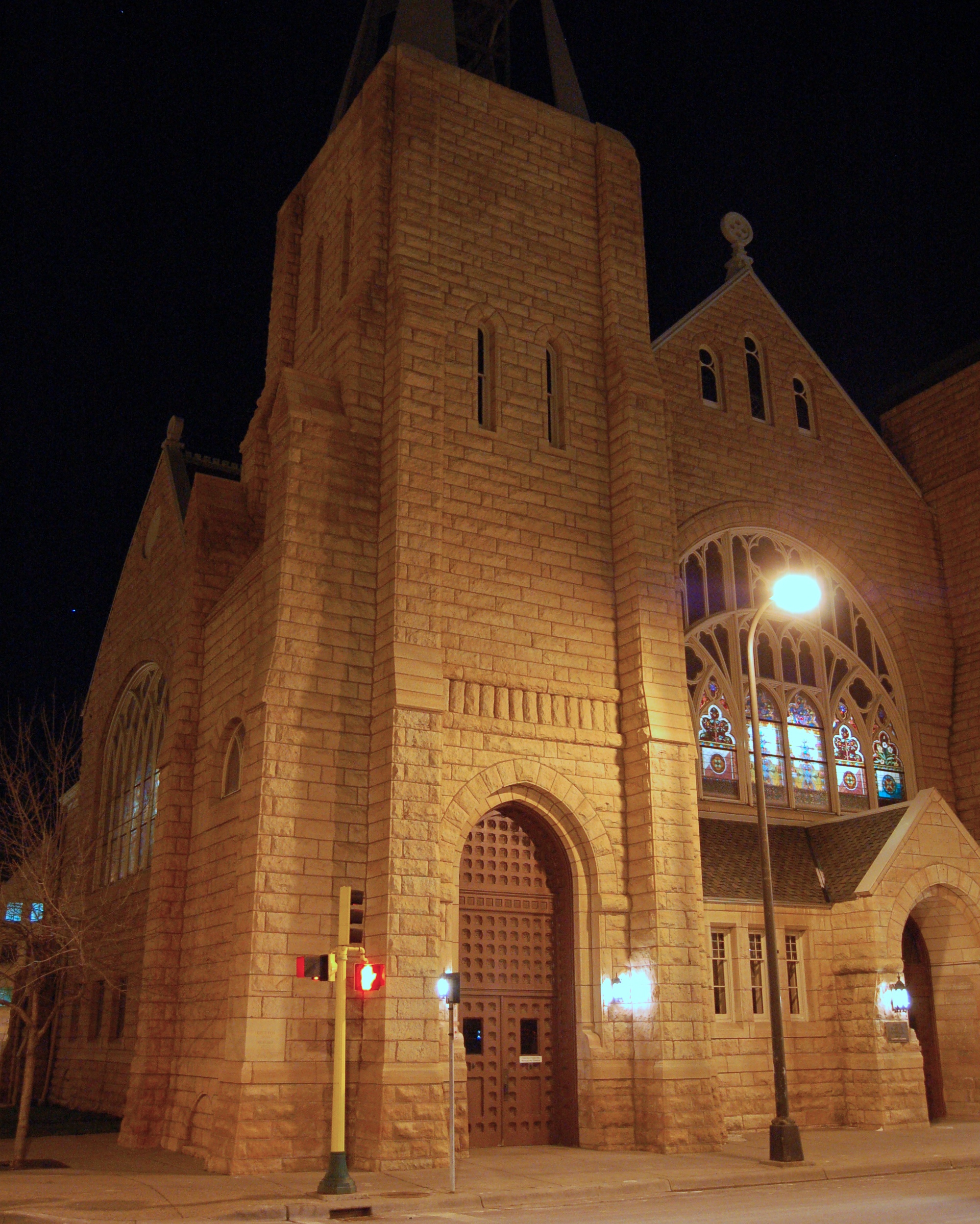
Prima chiesa battista a Minneapolis, Minnesota

#### Separazione tra chiesa e stato
Nell'ottobre 1801, i membri delle associazioni dei battisti di Danbury scrissero una lettera al nuovo presidente eletto Thomas Jefferson. I battisti, essendo una minoranza nel Connecticut, dovevano ancora pagare le tasse per sostenere la maggioranza congregazionalista. I Battisti lo trovarono intollerabile. Ben consapevoli delle credenze non ortodosse di Jefferson, lo cercarono come alleato nel rendere ogni espressione religiosa un diritto umano fondamentale e non una questione di generosità del governo.
Nella sua risposta del 1º gennaio 1802, Jefferson riassunse l'intento originale del Primo Emendamento e usò per la prima volta ovunque una frase ormai familiare nei circoli politici e giudiziari di oggi: l'emendamento stabilì "a wall of separation between church and state" (un "muro di separazione tra chiesa e stato"). In gran parte sconosciuta ai suoi tempi, questa frase è diventata una delle maggiori questioni costituzionali. La prima volta che la Corte Suprema degli Stati Uniti citò quella frase di Jefferson fu nel 1878, 76 anni dopo.

#### Secondo grande risveglio
Il Secondo Grande Risveglio fu un movimento protestante che iniziò intorno al 1790, guadagnò slancio nel 1800 e dopo il 1820 i membri si alzarono rapidamente tra le congregazioni battiste e metodiste i cui predicatori guidarono il movimento. Era passato il suo picco nel 1840. Fu una reazione contro lo scetticismo, il deismo e il cristianesimo razionale ed era particolarmente attraente per le giovani donne. Milioni di nuovi membri si iscrissero alle denominazioni evangeliche esistenti e portarono alla formazione di nuove denominazioni. Molti convertiti credevano che il Risveglio avesse annunciato una nuova era millenaria. Il Secondo Grande Risveglio stimolò l'istituzione di molti movimenti di riforma progettati per porre rimedio ai mali della società prima della seconda venuta anticipata di Gesù Cristo.
Durante il secondo grande risveglio emersero nuove denominazioni protestanti come avventismo, il movimento di restaurazione e gruppi come i testimoni di Geova e il mormonismo. Mentre il Primo Grande Risveglio era incentrato sulla rinascita della spiritualità delle congregazioni stabilite, il Secondo si concentrava sui non religiosi e cercava di infondere in loro un profondo senso di salvezza personale come sperimentato nelle riunioni di risveglio.
La principale innovazione prodotta dai risvegli è stata l'incontro. Quando vengono riuniti in un campo o ai margini di una foresta per una riunione religiosa prolungata, i partecipanti trasformano il sito in una riunione. Il canto e la predicazione sono le attività principali per diversi giorni. I risvegli furono spesso intensi e crearono intense emozioni. Alcuni caddero, ma molti se non molti diventarono membri permanenti della chiesa. Metodisti e battisti li hanno resi una delle firme evangeliche della denominazione.

#### Chiese afroamericane
Il cristianesimo della popolazione nera era fondato sull'evangelismo. Il Secondo Grande Risveglio è stato definito "l'evento centrale e determinante nello sviluppo dell'afro-cristianesimo". Durante questi risvegli Battisti e Metodisti convertirono un gran numero di neri. Tuttavia, molti furono delusi dal trattamento che ricevettero dai loro compagni di fede e dai contraccolpi nell'impegno di abolire la schiavitù che molti battisti e metodisti bianchi avevano sostenuto immediatamente dopo la Rivoluzione americana.
Quando il loro malcontento non poteva essere contenuto, potenti leader neri seguirono quella che stava diventando un'abitudine americana: formarono nuove denominazioni. Nel 1787, Richard Allen e i suoi colleghi a Filadelfia si staccarono dalla Chiesa metodista e nel 1815 fondarono la Chiesa metodista episcopale africana (AME).
Dopo la guerra civile, i battisti neri che desideravano praticare il cristianesimo lontano dalla discriminazione razziale, instaurarono rapidamente diverse convenzioni battiste statali separate. Nel 1866, i Battisti neri del sud e dell'ovest si unirono per formare la Convenzione battista americana consolidata. Questa convenzione alla fine si dissolse, ma si formarono in risposta tre convenzioni nazionali. Nel 1895 le tre convenzioni si unirono per creare la Convenzione Battista Nazionale. Ad oggi è la più grande organizzazione religiosa afroamericana negli Stati Uniti.

#### Cristianesimo liberale

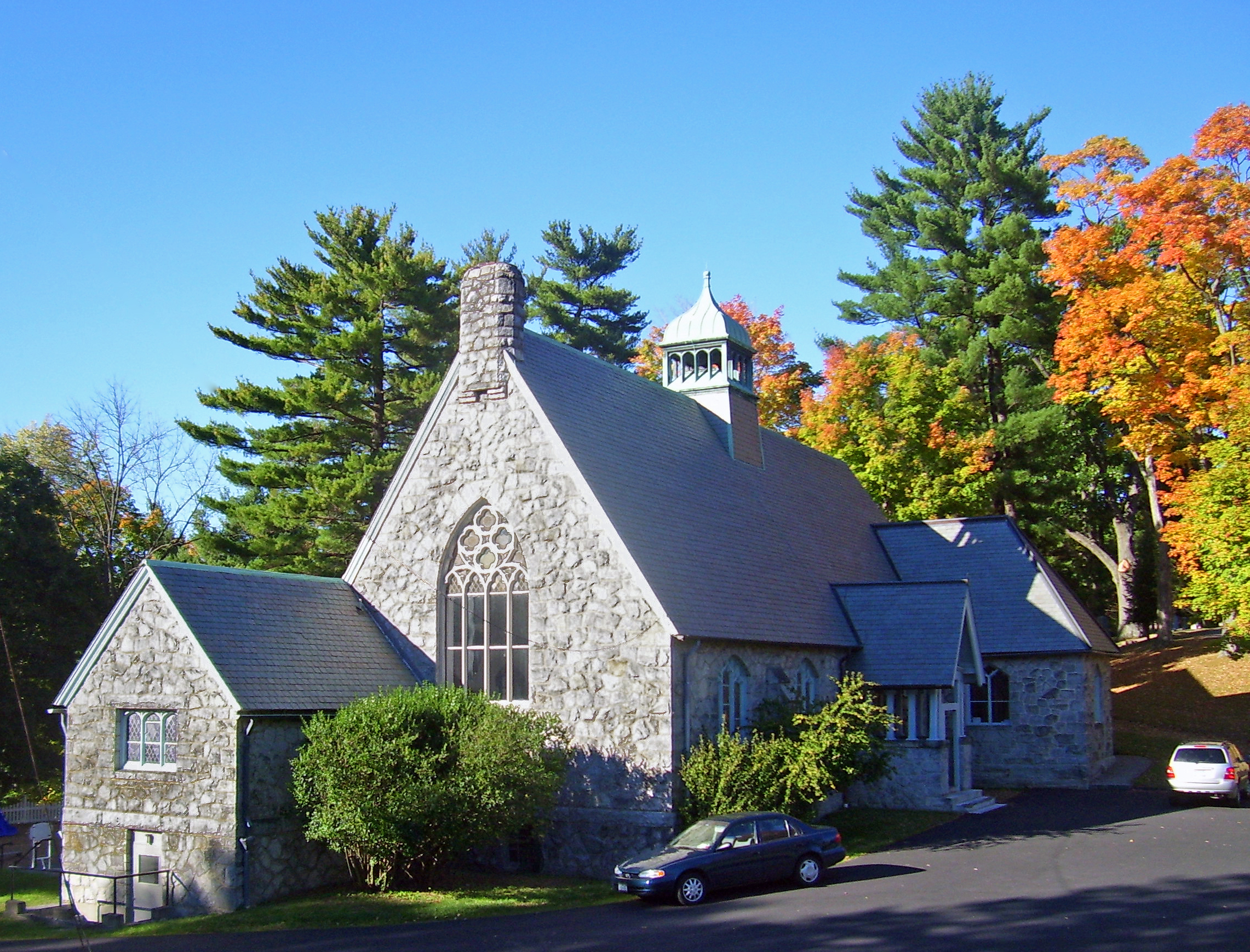
St. Philip's Church nelle Highlands, una chiesa episcopale a Garrison, New York

La "secolarizzazione della società" è attribuita al tempo dell'illuminismo. Negli Stati Uniti, l'osservanza religiosa è maggiore rispetto all'Europa, e la cultura degli Stati Uniti è piuttosto conservatrice rispetto ad altre nazioni occidentali, in parte a causa dell'elemento cristiano.
Il cristianesimo liberale, esemplificato da alcuni teologi, ha cercato di portare nelle chiese nuovi approcci critici alla Bibbia. A volte chiamato "teologia liberale", il cristianesimo liberale è un termine generico che copre i movimenti e le idee all'interno del cristianesimo del XIX e XX secolo. Nuovi atteggiamenti divennero evidenti e la pratica di mettere in discussione l'ortodossia cristiana quasi universalmente accettata cominciò a venire alla ribalta.
Nell'era post-prima guerra mondiale, il liberalismo fu il settore in più rapida crescita della chiesa americana. Le ali liberali delle denominazioni erano in aumento e si tennero un numero considerevole di seminari all'interno dei quali si insegnava anche da una prospettiva liberale. Nell'era del dopoguerra, la tendenza tornò verso l'area conservatrice nei seminari e nelle strutture ecclesiali americane.

#### Chiesa cattolica

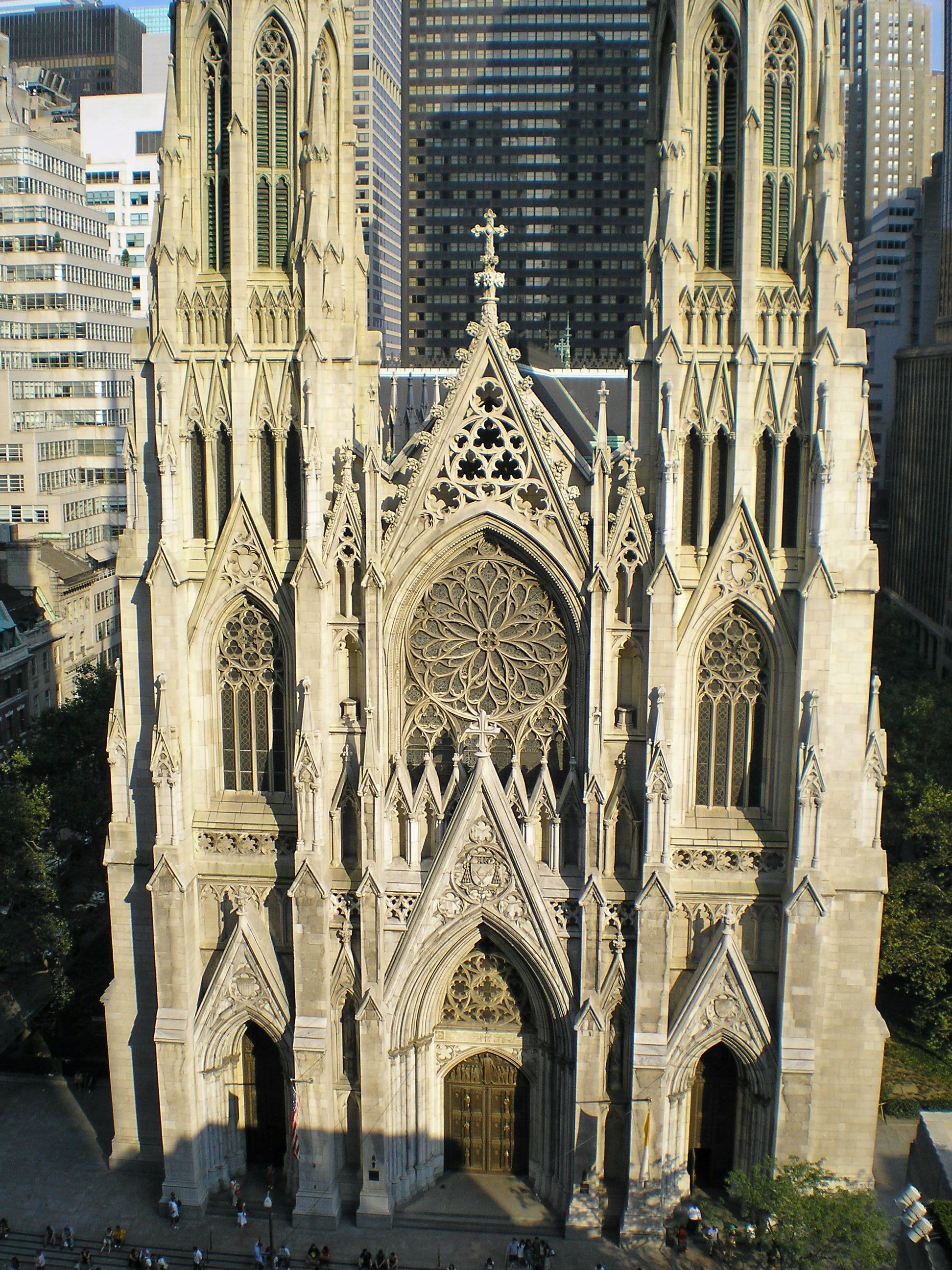
Cattedrale di San Patrizio a New York City

Nel 1850 i cattolici erano diventati la più grande denominazione singola del paese. Tra il 1860 e il 1890 la popolazione di cattolici negli Stati Uniti triplicò attraverso l'immigrazione; entro la fine del decennio avrebbe raggiunto i sette milioni. Questi enormi numeri di cattolici immigrati provenivano da Irlanda, Quebec, Germania meridionale, Italia, Polonia ed Europa orientale. Questo afflusso porterà ad un maggiore potere politico per la Chiesa cattolica e una maggiore presenza culturale ma allo stesso tempo a una crescente paura della "minaccia" cattolica. Mentre durante il XIX secolo l'animosità scemava, i protestanti americani si resero conto che i cattolici non stavano cercando di prendere il controllo del governo.

#### Fondamentalismo

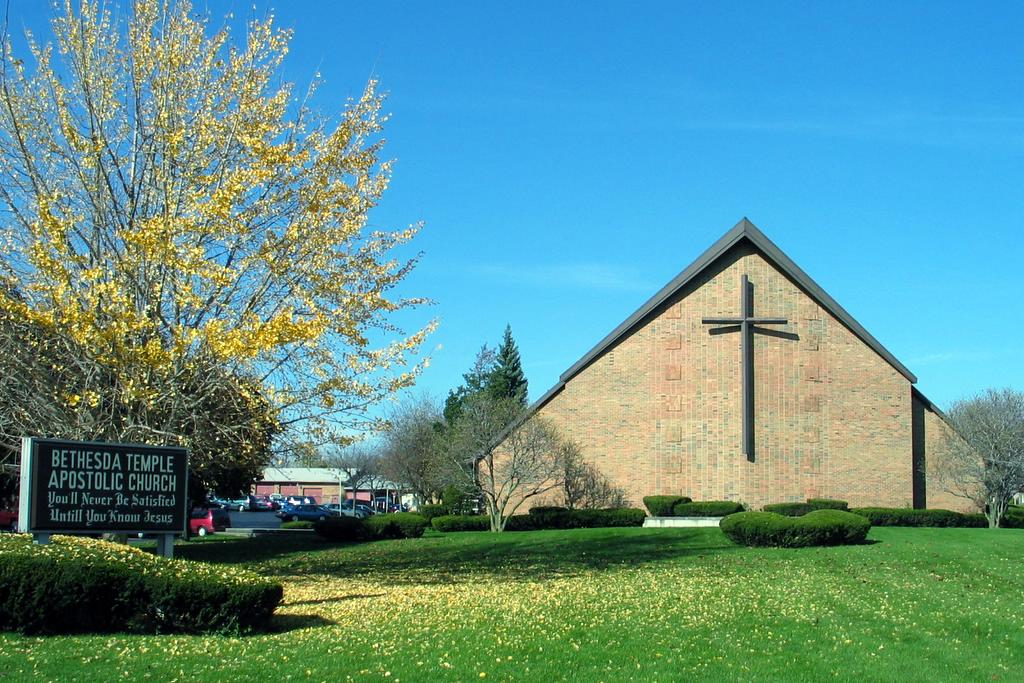
Chiesa apostolica del tempio di Bethesda a Dayton, Ohio

Il fondamentalismo protestante iniziò come movimento tra la fine del XIX e l'inizio del XX secolo per respingere le influenze dell'umanesimo secolare e le critiche alla fonte nel cristianesimo moderno. In reazione ai gruppi liberali protestanti che negavano le dottrine considerate fondamentali per questi gruppi conservatori, cercarono di stabilire i principi necessari per mantenere un'identità cristiana, i "fondamenti", da cui il termine fondamentalista.
Nel tempo, il movimento si è diviso, e l'etichetta fondamentalista venne mantenuta dai gruppi più piccoli e rigidi. Evangelico è diventato il termine che identifica i gruppi che aderiscono alle idee moderate e primitive del movimento.

### XX secolo

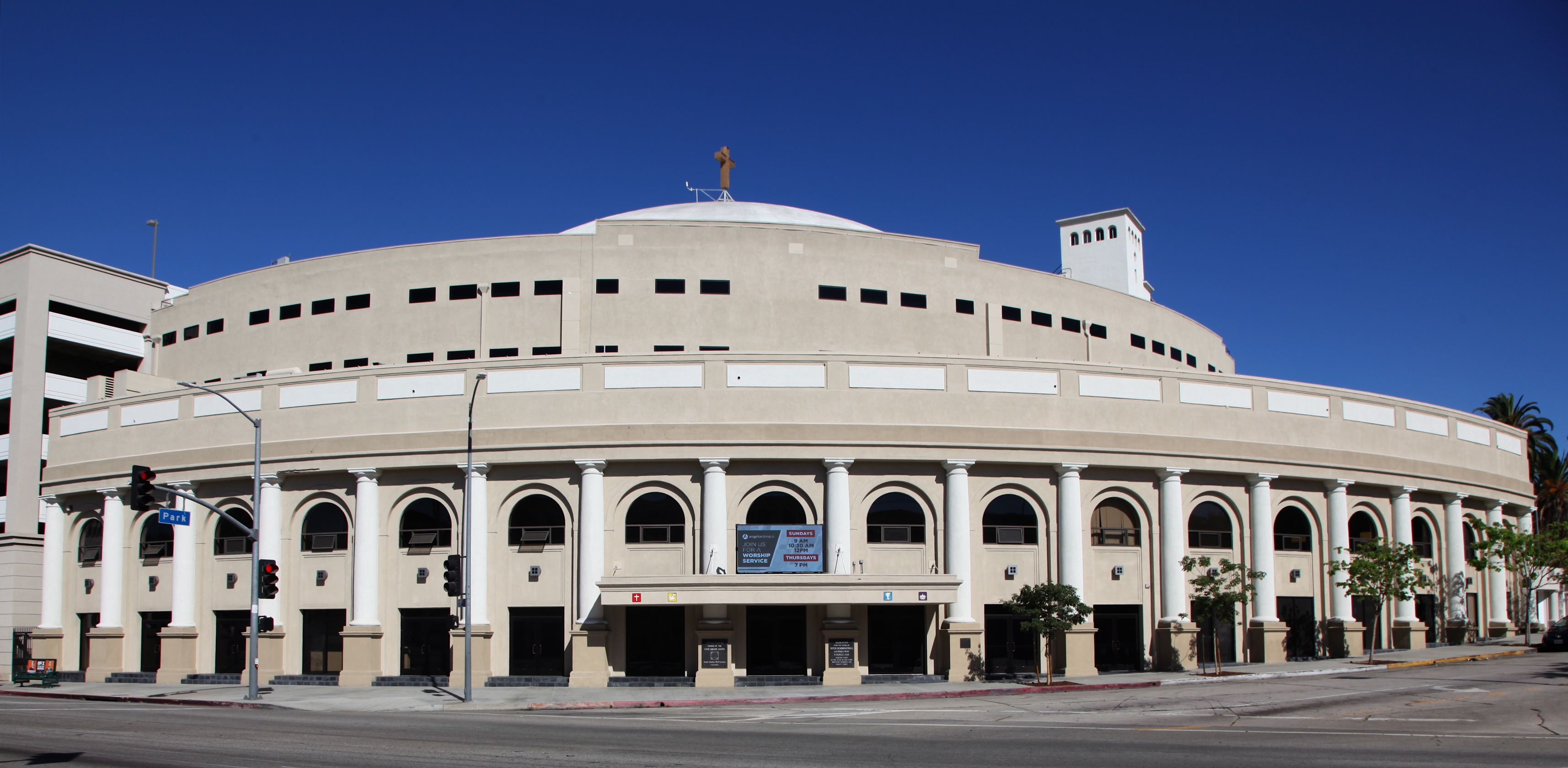
Angelus Temple, un luogo evangelico

Negli Stati Uniti e in altre parti del mondo, c'è stata una marcata ascesa dell'ala evangelica delle denominazioni protestanti, in particolare quelle che sono più esclusivamente evangeliche, e un corrispondente declino nelle principali chiese liberali.
Gli anni '50 videro un boom nella chiesa evangelica in America. Anche la prosperità post-Seconda Guerra Mondiale vissuta negli Stati Uniti ebbe i suoi effetti sulla chiesa. Furono eretti in gran numero gli edifici ecclesiastici e le attività della chiesa evangelica crebbero insieme a questa espansione fisica. Negli Stati Uniti del sud, gli Evangelici, rappresentati da leader come Billy Graham, hanno sperimentato un notevole aumento che sostituisce la caricatura del pulpito che martella i predicatori fondamentalisti del paese. Gli stereotipi si sono gradualmente spostati.
Sebbene la comunità evangelica in tutto il mondo sia diversificata, i legami che legano tutti gli evangelici sono ancora evidenti: una "visione elevata" della Scrittura, la fede nella Divinità di Cristo, la Trinità, la salvezza per grazia attraverso la fede e la risurrezione corporale di Cristo.

#### Associazioni nazionali
Il Consiglio Federale delle Chiese, fondato nel 1908, ha segnato la prima grande espressione di un crescente movimento ecumenico moderno tra i cristiani negli Stati Uniti. È stato attivo nel premere per la riforma delle politiche pubbliche e private, in particolare quando hanno avuto un impatto sulla vita di coloro che vivevano in condizioni di povertà e hanno sviluppato un credo sociale globale e ampiamente dibattuto che è servito come una "carta dei diritti" umanitaria per coloro che cercano miglioramenti nella vita americana.
Nel 1950, il Consiglio Nazionale delle Chiese di Cristo negli Stati Uniti (di solito identificato come Consiglio Nazionale delle Chiese, o NCC) rappresentò un movimento di grande espansione nello sviluppo della cooperazione ecumenica. Fu una fusione tra il Consiglio Federale delle Chiese, il Consiglio Internazionale per l'Educazione Religiosa e diversi altri ministeri interconfessionali. Oggi, la NCC è un'associazione di 35 denominazioni cristiane con 100.000 congregazioni locali e 45.000.000 aderenti. I suoi membri includono chiese protestanti di Mainline, ortodosse, ortodosse orientali, afroamericane, evangeliche e storiche. L'NCC ha assunto un ruolo di primo piano nel Movimento per i diritti civili e ha promosso la pubblicazione della versione standard revisionata della Bibbia ampiamente usata, seguita da una nuova versione standard rivista aggiornata, la prima traduzione a beneficiare della scoperta dei rotoli del Mar Morto. L'organizzazione ha sede a New York City, con un ufficio di politica pubblica a Washington, DC. Il NCC è collegato fraternamente a centinaia di consigli locali e regionali di chiese, ad altri consigli nazionali in tutto il mondo e al Consiglio mondiale delle chiese. Tutti questi organi sono governati indipendentemente.
Nel 1941, Carl McIntire guidò e organizzò la American Council of Christian Churches (ACCC). Oggi conta 7 membri. Era un'organizzazione più militante e fondamentalista istituita in opposizione a quello che divenne il Consiglio Nazionale delle Chiese.
La National Association of Evangelicals for United Action si è formata a St. Louis, Missouri, dal 7 al 9 aprile 1942. Presto ha abbreviato il nome in National Association of Evangelicals (NEA). Attualmente ci sono 60 denominazioni con circa 45.000 chiese nell'organizzazione. La NEA è collegata fraternamente alla World Evangelical Fellowship.
Nel 2006, 39 comunioni e 7 organizzazioni cristiane hanno lanciato ufficialmente le Chiese cristiane insieme negli Stati Uniti (CCT). La CCT offre uno spazio che include la diversità delle tradizioni cristiane negli Stati Uniti: chiese evangeliche/pentecostali, orientali, ortodosse orientali, cattoliche, storiche protestanti e storiche nere. La CCT è caratterizzata dalla sua enfasi sulle relazioni e sulla preghiera. Ogni anno queste comunioni e organizzazioni si incontrano per quattro giorni per discutere di questioni sociali critiche, pregare e rafforzare le loro relazioni.

#### Pentecostalismo
Un altro sviluppo degno di nota nel cristianesimo del XX secolo fu l'ascesa del moderno movimento pentecostale. Il pentecostalismo ha avuto le sue radici nel movimento del Pietismo e Santità. Secondo molti è nato dagli incontri del 1906 in una missione urbana in Azusa Street a Los Angeles, ma in realtà è iniziato nel 1900 a Topeka, Kansas con un gruppo guidato da Charles Parham e dalla Bethel Bible School. Da lì si è diffuso da coloro che hanno sperimentato quelle che credevano essere azioni miracolose di Dio.
Il pentecostalismo in seguito avrebbe dato vita al movimento carismatico all'interno di denominazioni già stabilite e continua ad essere una forza importante nel cristianesimo occidentale.

#### Chiesa cattolica
All'inizio del XX secolo, circa un sesto della popolazione degli Stati Uniti era cattolica. Gli immigrati cattolici moderni arrivano negli Stati Uniti dalle Filippine, dalla Polonia e dall'America Latina, in particolare dal Messico. Questo multiculturalismo e questa diversità hanno fortemente influenzato il sapore del cattolicesimo negli Stati Uniti. Ad esempio, molte diocesi recitano la messa sia in inglese che in spagnolo.

## Programmi per i giovani
Mentre i bambini e i giovani nell'era coloniale venivano trattati come piccoli adulti, la consapevolezza del loro status e dei loro bisogni speciali è cresciuta nel XIX secolo. Una dopo l'altra le denominazioni grandi e piccole hanno creato programmi speciali per i loro giovani. Il teologo protestante Horace Bushnell in Christian Nurture (1847) ha sottolineato la necessità di identificare e sostenere la religiosità dei bambini e dei giovani adulti. A partire dal 1790 le denominazioni protestanti istituirono programmi scolastici domenicali. Hanno fornito una fonte importante per i nuovi membri. Dal 1850 gli uomini di chiesa protestanti urbani istituirono i programmi interdenominazionali YMCA, e successivamente YWCA, nelle città. I metodisti hanno considerato i loro giovani come potenziali attivisti politici, offrendo loro l'opportunità di impegnarsi in movimenti di giustizia sociale come il proibizionismo. I protestanti neri, specialmente dopo aver potuto formare le loro chiese separate, hanno integrato i loro giovani direttamente nella più ampia comunità religiosa. La loro giovinezza ebbe un ruolo importante nella direzione del movimento per i diritti civili degli anni '50 e '60. Gli evangelici bianchi nel XX secolo istituirono club biblici per adolescenti e sperimentarono l'uso della musica per attirare i giovani. I cattolici istituirono un'intera rete di scuole parrocchiali e alla fine del XIX secolo probabilmente più della metà dei loro giovani membri frequentava le scuole elementari gestite da parrocchie locali. Alcune chiese luterane tedesche del Sinodo del Missouri e riformate olandesi istituirono scuole parrocchiali. Nel XX secolo, tutte le denominazioni sponsorizzavano programmi come i boy scout e le girl scout.

## Demografia
| < 30% | < 40% | < 50% | > 50% |                   |
|       |       |       |       | Cattolico         |
|       |       |       |       | Battista          |
|       |       |       |       | Metodista         |
|       |       |       |       | Luterano          |
|       |       |       |       | Mormone           |
|       |       |       |       | Nessuna religione |

### Credenze e atteggiamenti
La Baylor University Institute for Studies of Religion ha condotto un sondaggio su vari aspetti della vita religiosa americana. I ricercatori che hanno analizzato i risultati del sondaggio classificando le risposte su quelli che chiamano i "quattro dei": un Dio autoritario (31%), un Dio benevolo (25%), un Dio distante (23%) e un critico Dio (16%). Una delle principali implicazioni che emergono da questo sondaggio è che "il tipo di dio in cui le persone credono può prevedere i loro atteggiamenti politici e morali più che semplicemente guardare alla loro tradizione religiosa".
Per quanto riguarda la tradizione religiosa, il sondaggio ha stabilito che il 33,6% degli intervistati è protestante evangelico, mentre il 10,8% non aveva alcuna appartenenza religiosa. Tra quelli senza affiliazione, il 62,9% indicava ancora che "credono in Dio o in qualche potere superiore".
Un altro studio, condotto da Christianity Today con la rivista Leadership, ha tentato di comprendere la gamma e le differenze tra i cristiani americani. Un sondaggio attitudinale e comportamentale nazionale ha scoperto che le loro credenze e pratiche si raggruppavano in cinque segmenti distinti. La crescita spirituale per due grandi segmenti di cristiani può avvenire in modi non tradizionali. Invece di frequentare la chiesa la domenica mattina, molti optano per modi personali e individuali di allungarsi spiritualmente.
- I ricercatori americani descrivono il 19% dei cristiani americani come cristiani attivi. Credono che la salvezza arrivi attraverso Gesù Cristo, frequentano regolarmente la chiesa, sono lettori della Bibbia, investono nello sviluppo della fede personale attraverso la loro chiesa, accettano posizioni di comando nella loro chiesa e credono di essere obbligati a "condividere la [loro] fede", cioè a evangelizzare gli altri.
- Il 20% viene definito Cristiano Professante. Si impegnano anche ad "accettare Cristo come Salvatore e Signore" come chiave per essere cristiani, ma si concentrano più sulle relazioni personali con Dio e Gesù che sulla chiesa, la lettura della Bibbia o l'evangelizzazione.
- Il 16% rientra in una categoria chiamata cristiani liturgici. Sono prevalentemente luterani, cattolici, episcopali, ortodossi o ortodossi orientali. Sono fedeli della chiesa, hanno un alto livello di attività spirituale e riconoscono l'autorità della chiesa.
- Il 24% è considerato cristiano privato. Possiedono una Bibbia ma non tendono a leggerla. Solo un terzo circa frequenta la chiesa. Credono in Dio e nel fare cose buone, ma non necessariamente in un contesto ecclesiale. Questo era il segmento più grande e più giovane. Quasi nessuno è leader della chiesa.
- Il 21% è chiamato Cristiano Culturale. Questi non vedono Gesù come essenziale per la salvezza. Esibiscono comportamenti o atteggiamenti religiosi esteriori. Favoriscono una teologia dell'universalità che vede in molti modi Dio. Tuttavia, si considerano chiaramente cristiani.

### Frequenza in chiesa
Gallup International indica che il 41% dei cittadini americani riferisce di frequentare regolarmente servizi religiosi, rispetto al 15% dei cittadini francesi, al 10% dei cittadini del Regno Unito, e al 7,5% dei cittadini australiani.

#### Per stato
≥50% frequentano settimanalmente
     45-49% frequentano settimanalmente
     40-44% frequentano settimanalmente
     35-39% frequentano settimanalmente
     30-34% frequentano settimanalmente
     25-29% frequentano settimanalmente
     20-24% frequentano settimanalmente
     15-19% frequentano settimanalmente

Percentuale di americani che riferiscono di aver partecipato a servizi religiosi almeno settimanalmente nel 2014.
≥50% frequentano settimanalmente
45-49% frequentano settimanalmente
40-44% frequentano settimanalmente
35-39% frequentano settimanalmente
30-34% frequentano settimanalmente
25-29% frequentano settimanalmente
20-24% frequentano settimanalmente
15-19% frequentano settimanalmente

La frequenza della chiesa varia significativamente in base allo stato e alla regione. In un sondaggio Gallup del 2014, meno della metà degli americani ha dichiarato di frequentare settimanalmente la chiesa o la sinagoga. Le cifre andavano dal 51% nello Utah al 17% nel Vermont.
| Posizione | Stato                 | Percent |
| --------- | --------------------- | ------- |
| 1         | Utah                  | 51%     |
| 2         | Mississippi           | 47%     |
| 3         | Alabama               | 46%     |
| 3         | Louisiana             | 46%     |
| 5         | Arkansas              | 45%     |
| 6         | Carolina del Sud      | 42%     |
| 6         | Tennessee             | 42%     |
| 8         | Kentucky              | 41%     |
| 9         | Carolina del Nord     | 40%     |
| 10        | Georgia               | 39%     |
| 10        | Oklahoma              | 39%     |
| 10        | Texas                 | 39%     |
| 13        | Nuovo Messico         | 36%     |
| 14        | Delaware              | 35%     |
| 14        | Indiana               | 35%     |
| 14        | Missouri              | 35%     |
| 14        | Nebraska              | 35%     |
| 14        | Virginia              | 35%     |
| 19        | Idaho                 | 34%     |
| 19        | Virginia Occidentale  | 34%     |
| 21        | Arizona               | 33%     |
| 21        | Kansas                | 33%     |
| 21        | Florida               | 32%     |
| 21        | Illinois              | 32%     |
| 21        | Iowa                  | 32%     |
| 21        | Michigan              | 32%     |
| 21        | Dakota del Nord       | 32%     |
| 21        | Ohio                  | 32%     |
| 21        | Pennsylvania          | 32%     |
| 30        | Maryland              | 31%     |
| 30        | Minnesota             | 31%     |
| 30        | Dakota del Sud        | 31%     |
| 33        | New Jersey            | 30%     |
| 34        | Wisconsin             | 29%     |
| 35        | California            | 28%     |
| 35        | Rhode Island          | 28%     |
| 35        | Wyoming               | 28%     |
| 38        | Montana               | 27%     |
| 38        | Nevada                | 27%     |
| 38        | New York              | 27%     |
| 41        | Alaska                | 26%     |
| 42        | Colorado              | 25%     |
| 42        | Connecticut           | 25%     |
| 42        | Hawaii                | 25%     |
| 45        | Oregon                | 24%     |
| 45        | Washington            | 24%     |
| 47        | Distretto di Columbia | 23%     |
| 48        | Massachusetts         | 22%     |
| 49        | Maine                 | 20%     |
| 49        | New Hampshire         | 20%     |
| 50        | Vermont               | 17%     |

### Razza
I dati del Pew Research Center mostrano che al 2008, la maggioranza degli americani bianchi era cristiana e circa il 51% degli americani bianchi era protestante e il 26% era cattolico.
Lo studio metodologicamente più rigoroso dell'affiliazione religiosa ispanica e latinoamericana fino ad oggi è stato il sondaggio nazionale sulle  chiese ispaniche nella vita pubblica americana (PDF). URL consultato il 1º settembre 2019 (archiviato dall'url originale il 9 aprile 2011). (HCAPL), condotto tra agosto e ottobre 2000. Questo sondaggio ha rilevato che il 70% di tutti gli ispanici e i latinoamericani sono cattolici, il 20% sono protestanti, il 3% sono "cristiani alternativi" (come i mormoni o i testimoni di Geova ).
La maggior parte degli afroamericani sono protestanti (78%), molti dei quali seguono le chiese storicamente nere. Uno studio del Pew Research Center del 2012 ha rilevato che il 42% degli asioamericani si identifica come cristiano.

### Etnia
A partire dal 1600 circa, i coloni dell'Europa settentrionale introdussero la religione anglicana e puritana, nonché le denominazioni battista, presbiteriana, luterana, quacchera e morava .
A partire dal XVI secolo, gli spagnoli (e successivamente i francesi e gli inglesi) introdussero il cattolicesimo. Dal diciannovesimo secolo ad oggi, i cattolici vennero negli Stati Uniti in gran numero a causa dell'immigrazione di italiani, ispanici, portoghesi, francesi, polacchi, irlandesi, scozzesi delle Highland, olandesi, fiamminghi, ungheresi, tedeschi, libanesi (maroniti) e altri gruppi etnici.
La maggior parte dei seguaci ortodossi negli Stati Uniti discende da immigrati di provenienza dell'Europa orientale o mediorientale, in particolare di provenienza greca, russa, ucraina, araba, bulgara, rumena o serba.
La maggior parte dei seguaci ortodossi orientali negli Stati Uniti proviene da origini armene, copte ed etiopiche.[63]
La maggior parte degli aderenti tradizionali della Chiesa d'Oriente negli Stati Uniti sono etnicamente assiri.
I dati del Pew Research Center mostrano che a partire dal 2013 c'erano circa 1,6 milioni di cristiani di origine ebraica, la maggior parte dei quali protestanti. Secondo gli stessi dati, la maggior parte dei cristiani di origine ebraica sono cresciuti come ebrei o ebrei di origine.

### Conversione
Uno studio del 2015 ha stimato circa 450.000 musulmani americani che si erano convertiti al cristianesimo, molti dei quali appartengono a una comunità evangelica o pentecostale. Nel 2010 c'erano circa 180.000 arabo-americani e circa 130.000 iraniani che si convertirono dall'islam al cristianesimo. Dudley Woodbury, uno studioso dell'Islam Fulbright, stima che 20.000 musulmani si convertano al cristianesimo ogni anno negli Stati Uniti.
È stato anche riferito che la conversione in cristianesimo sta aumentando in modo significativo tra americani coreani, americani cinesi, e americani giapponesi. Nel 2012, la percentuale di cristiani all'interno delle comunità menzionate era del 71%, più del 30% e del 37%.
Il giudaismo messianico (o Movimento messianico) è il nome di un movimento protestante che comprende una serie di flussi, i cui membri possono considerarsi ebrei. Unisce elementi della pratica religiosa ebraica con il protestantesimo evangelico. Il giudaismo messianico afferma credi cristiani come il messia e la divinità di "Yeshua" (il nome ebraico di Gesù) e la natura trinitaria di Dio, pur aderendo ad alcune leggi e abitudini alimentari ebraiche. Al 2012, le stime della popolazione per gli Stati Uniti erano comprese tra 175.000 e 250.000 membri.

## Statistiche di appartenenza
Questa tabella elenca l'appartenenza totale e il numero di congregazioni negli Stati Uniti per gli enti religiosi con oltre 1 milione di membri. I numeri provengono da rapporti sui siti Web ufficiali, che possono variare ampiamente in base alla fonte di informazione e alla definizione di appartenenza. 
| Denominazione                                       | Membri     | Congregazioni |
| --------------------------------------------------- | ---------- | ------------- |
| Chiesa cattolica negli Stati Uniti d'America        | 67 700 000 | 16 703        |
| Southern Baptist Convention                         | 14,813,234 | 47,456        |
| National Baptist Convention, USA, Inc.              | 7,500,000  | 21,145        |
| United Methodist Church                             | 6,806,331  | 31,609        |
| Chiesa di Gesù Cristo dei santi degli ultimi giorni | 6,681,829  | 14,274        |
| Church of God in Christ                             | 5,499,875  | 12,000        |
| Chiesa evangelica luterana in America               | 3,458,839  | 9,163         |
| National Baptist Convention of America, Inc.        | 3,106,000  | 12,336        |
| African Methodist Episcopal Church                  | 2,510,000  | 7,000         |
| Baptist General Convention of Texas                 | 2,079,385  | 5,309         |
| Lutheran Church–Missouri Synod                      | 1,968,641  | 6,046         |
| Assemblies of God americane                         | 1,818,941  | 13,023        |
| Chiesa episcopale (Stati Uniti d'America)           | 1,745,156  | 6,473         |
| Progressive National Baptist Convention             | 1,500,000  | 1,200         |
| African Methodist Episcopal Zion Church             | 1,432,795  | 3,226         |
| Presbyterian Church (USA)                           | 1,352,678  | 9,161         |
| Chiesa di Cristo                                    | 1,352,462  | 14,175        |
| Pentecostal Assemblies of the World                 | 1,300,000  | 1,750         |
| Testimoni di Geova                                  | 1,231,609  | 14,040        |
| Baptist Bible Fellowship International              | 1,200,000  | 4,500         |
| American Baptist Churches USA                       | 1,186,416  | 5,123         |
| Chiesa cristiana avventista del settimo giorno      | 1,166,672  | 5,134         |
| Church of God (Cleveland, Tennessee)                | 1,076,254  | 6,060         |

### Approfondimenti
- Ahlstrom, Sydney E. A Religious History of the American People (1972, 2004) the standard history  excerpt and text search.
- Askew, Thomas A., and Peter W. Spellman. The Churches and the American Experiment: Ideals and Institutions, (1984).
- Balmer, Randall. Protestantism in America (2005)
- Balmer, Randall. The Encyclopedia of Evangelicalism (2002)  excerpt and text search.
- Bonomi, Patricia U. Under the Cope of Heaven: Religion, Society, and Politics in Colonial America Oxford University Press, 1988  online edition. URL consultato il 1º settembre 2019 (archiviato dall'url originale il 21 luglio 2012).
- Butler, Jon, et al. Religion in American Life: A Short History (2011)
- Dolan, Jay P.  The American Catholic Experience (1992)
- Johnson, Paul, ed. African-American Christianity: Essays in History, (1994)  complete text online free.
- Keller, Rosemary Skinner, and Rosemary Radford Ruether, eds. Encyclopedia of Women and Religion in North America (3 vol 2006)
- Noll, Mark A. American Evangelical Christianity: An Introduction (2000)  excerpt and text search.
- Wigger, John H. and Nathan O. Hatch. Methodism and the Shaping of American Culture. (2001)  excerpt and text search.